# Френско военно гробище (Битоля)
Френското военно гробище в Битоля е създадено след края на Първата световна война на 15 септември 1923 година, когато в него са погребани над 13 000 френски войници и офицери, убити на Македонския фронт. Останките на 6 262 души са идентифицирани, а други 7 000 са погребани в общи гробове. Гробището е разположено на 30 000 m2 и към него е построен военен музей. То е най-голямото военно гробище на територията на Северна Македония.